# Benita Fitzgerald-Brown
Benita Fitzgerald Mosley (predhodno Benita Fitzgerald-Brown), ameriška atletinja, * 6. julij 1961, Warrenton, Virginija, ZDA.
Nastopila je na poletnih olimpijskih igrah leta 1984, kjer je osvojila naslov olimpijske prvakinje v teku na 100 m z ovirami. 